# Рики
Рикі (пол. Ryki) — місто в східній Польщі.
Адміністративний центр Рицького повіту Люблінського воєводства.

## Історія
Після смерті дружини (1759 р.) в місті часто перебував дідич — Станіслав Цьолек Понятовський, який помер тут 28 серпня 1762 р., був похований e місцевому костелі.

## Демографія
Демографічна структура станом на 31 березня 2011 року:
|          | Загалом | Допрацездатний вік | Працездатний вік | Постпрацездатний вік |
| -------- | ------- | ------------------ | ---------------- | -------------------- |
| Чоловіки | 4782    | 897                | 3442             | 443                  |
| Жінки    | 5228    | 890                | 3144             | 1194                 |
| Разом    | 10010   | 1787               | 6586             | 1637                 |

## Економіка
- Spółdzielnia Mleczarska Ryki - виробник молокопродуктів;

## Відомі люди

### Старости рицькі
- Єжи Оссолінський (канцлер)
- Станіслав Цьолек Понятовський

### Поховані
- Станіслав Цьолек Понятовський